# جار النهر
يُشار عادة إلى جار النهر (Potamogetonaceae) باسم عائلة النبتة المائية الضارة (pondweed family)، وهو من عائلة النباتات المزهرة (flowering plant) المائية أحاديات الفلقة (monocotyledon)، ويشمل نبات جار النهر ما يقرب من 120 نوعًا موزعة على ستة أجناس. تعد بوتاموجيتون (Potamogeton) أكبر أجناس العائلة المتعارف عليها حتى الآن، إذ تحتوي على ما يقرب من 100 نوع.
وتحتوي الأسرة على توزيع عالمي فرعي (sub-osmopolitan distribution)، وتعد أحد الأنواع الأهم في مجموعات كاسيات البذور (angiosperm) في البيئة المائية بسبب استخدامه كغذاء للأحياء المائية ومأوى لها

## التصنيف
يُصنف جار النهر حاليًا ضمن أصناف المزماريات (رتبة نباتية) (Alismatales) أحادية الفلقة المتباينة وتندرج تحت مجموعة التأريخ العرقي لكاسيات البذور. (Angiosperm Phylogeny Group)">http://swepub.kb.se/bib/swepub:oai:DiVA.org:su-36155?tab2=abs&language=en</ref></a> ويشمل المفهوم العام للأسرة نباتات عائلة جار النهر المنفصلة، ولكن يُستثنى من ذلك جنس الـروبيا (Ruppia). وبسبب التقييد الموضوع، تتكون العائلة في الوقت الحالي من ستة أجناس: التنيا (Althenia) وجرونلانديا (Groenlandia) وليبيلاينا (Lepilaena) وبوتاموجيتون (Potamogeton) وستوكينيا (Stuckenia) وزانيتشيليا (Zannichellia) بإجمالي ما يقرب من 120 نوعًا من النباتات المائية (aquatic plant) المعمرة.

## الخواص
تعد هذه النباتات أعشاب نبات معمر (perennial herbs) مائية بالكامل، وفي كثير من الأحيان جذمورات (rhizome) زاحفة وفروع مورقة. وقد تكون شفرات ورقة النبات عائمة أو مغمورة، وغالبًا ما تكون سيقانها متصلة. ولا توجد أية فوهة (نبات) (stomata) على الأوراق. وتكون الأزهار (نبات)رباعية: (tetramerous) الصيغة الزهرية (كاسية (sepals) وبتلات (petals)وسداة (stamens) وكرابل (carpels)) بنسبة [4و0 و4 و4]. ولا تحتوي الأزهار على أي بتلات. وتتكون الثمار من 1-4 من النواة (drupelet) أو البذور (achenes).">http://delta-intkey.com/angio/www/potamoge.htm</ref></a>

## الأجناس
- التنيا (Althenia)
- جرونلانديا (Groenlandia)
- ليبيلاينا (Lepilaena)
- بوتاموجيتون (Potamogeton)
- ستوكينيا (Stuckenia)
- زانيتشيليا (Zannichellia)

## وصلات خارجية
- [<a href="http://www.mobot.org/mobot/research/apweb/">http://www.mobot.org/mobot/research/apweb/</a> Angiosperm Phylogeny Website]
- [<a href="http://delta-intkey.com/angio/www/potamoge.htm">http://delta-intkey.com/angio/www/potamoge.htm</a> Potamogetonaceae] at the DELTA Online Families of Flowering Plants
- [<a href="http://www.ars-grin.gov/cgi-bin/npgs/html/gnlist.pl?916">http://www.ars-grin.gov/cgi-bin/npgs/html/gnlist.pl?916</a> Potamogetonaceae] at the Germplasm Resources Information Network
- [<a href="http://www.efloras.org/florataxon.aspx?flora_id=1&taxon_id=10726">http://www.efloras.org/florataxon.aspx?flora_id=1&taxon_id=10726</a> Potamogetonaceae] at the Online Flora of North America
- [<a href="http://www.efloras.org/florataxon.aspx?flora_id=1&taxon_id=10959">http://www.efloras.org/florataxon.aspx?flora_id=1&taxon_id=10959</a> Zannichelliaceae] at the Online Flora of North America
- [<a href="http://www.ncbi.nlm.nih.gov/Taxonomy/Browser/wwwtax.cgi?mode=Tree&id=16362&lvl=3&lin=f&keep=1&srchmode=1&unlock">http://www.ncbi.nlm.nih.gov/Taxonomy/Browser/wwwtax.cgi?mode=Tree&id=16362&lvl=3&lin=f&keep=1&srchmode=1&unlock</a> Potamogetonaceae] at the NCBI Taxonomy Browser